# Güzyurdu, Kelkit
Güzyurdu là một xã thuộc huyện Kelkit, tỉnh Gümüşhane, Thổ Nhĩ Kỳ. Dân số thời điểm năm 2008 là 292 người.